# Farès Ferjani
Pour les articles homonymes, voir Ferjani.
Farès Ferjani, né le 22 juillet 1997 à Tunis, est un escrimeur tunisien pratiquant le sabre. 

## Carrière
Il naît le 22 juillet 1997 à Tunis.
Il remporte deux médailles aux Jeux africains de 2015, à l'âge de 18 ans. Il est également le premier athlète africain à atteindre les demi-finales des Jeux olympiques de la jeunesse en escrime. Il est par ailleurs double médaillé lors des championnats d'Afrique 2015.
Éliminé en seizièmes de finale lors des Jeux olympiques de 2016 en s'inclinant face à l’Italien Aldo Montano, il remporte plusieurs médailles dans le circuit mondial juniors durant la saison 2016-2017. En août 2017, il déménage à New York pour s'entraîner au Manhattan Fencing Center (en) et étudier à l'université de Saint John.
Il participe aux Jeux olympiques de 2020 à Tokyo.
Aux championnats d'Afrique 2023 au Caire, il est médaillé d'argent en sabre par équipes.
Il est médaillé d'argent au sabre masculin individuel aux Jeux olympiques d'été de 2024 à Paris.

## Famille
Il est le frère des escrimeurs Mohamed Ayoub Ferjani et Ahmed Ferjani. Leur père Salah Ferjani est un arbitre d'escrime international.

## Palmarès
- Jeux olympiques
  -  Médaille d'argent au sabre individuel aux Jeux olympiques d'été de 2024 à Paris
- Championnats du monde d'escrime
  - 8e place aux championnats 2018 à Wuxi
- Championnats d'Afrique d'escrime
  -  Médaille d'argent au sabre masculin senior par équipes aux championnats 2023 au Caire
  -  Médaille d'or au sabre masculin senior individuel aux championnats 2022 à Casablanca
  -  Médaille d'or au sabre masculin senior par équipes aux championnats 2022 à Casablanca
  -  Médaille d'or au sabre masculin senior individuel aux championnats 2019 à Tunis
  -  Médaille d'or au sabre masculin senior par équipes aux championnats 2017 au Caire
  -  Médaille d'or au sabre masculin senior individuel aux championnats d'Afrique 2017 au Caire
  -  Médaille d'argent au sabre masculin senior par équipes aux championnats 2019 à Tunis
  -  Médaille d'argent au sabre masculin senior par équipes aux championnats 2015 au Caire
  -  Médaille d'argent au sabre masculin senior par équipes aux championnats 2014 au Caire
  -  Médaille de bronze au sabre masculin senior individuel aux championnats 2015 au Caire
- Jeux africains
  -  Médaille d'or au sabre masculin senior individuel aux jeux 2019 à Rabat
  -  Médaille d'or au sabre masculin senior individuel aux jeux 2015 à Brazzaville
  -  Médaille d'argent au sabre masculin senior par équipes aux jeux 2019 à Rabat
  -  Médaille d'argent au sabre masculin senior par équipes aux jeux 2015 à Brazzaville
- Championnats de Tunisie
  -  Médaille d'or au sabre masculin senior par équipes aux championnats 2014 à Tunis
  -  Médaille d'argent au sabre masculin senior individuel aux championnats 2014 à Tunis
- Jeux olympiques de la jeunesse
  - 4e place aux Jeux olympiques de la jeunesse de 2014 à Nankin

## Classement en fin de saison
| Année | 2012 | 2013 | 2014 | 2015 | 2016 | 2017 |
| ----- | ---- | ---- | ---- | ---- | ---- | ---- |
| Rang  | 169  | 152  | 17   | 17   | 6    | 3    |

| Année | 2014 | 2015 | 2016 | 2017 | 2018 | 2019 | 2020 |
| ----- | ---- | ---- | ---- | ---- | ---- | ---- | ---- |
| Rang  | 93   | 49   | 34   | 30   | 17   | 18   | 15   |

## Distinctions
- Grand officier de l'ordre national du Mérite (Tunisie, 16 août 2024)[5].